# Il cielo in una stanza (EP)
Il cielo in una stanza è il nono EP di Mina, pubblicato su vinile a 45 giri dall'etichetta discografica Italdisc verso la fine del 1960.

## Il disco
Ancora una volta il titolo sulla https://minamazzinimedia-4b71.kxcdn.com/m/disco/800x800/EPMH_1021_010.jpg è quello del brano che apre il primo lato.
Raccoglie 4 brani provenienti da singoli diversi pubblicati durante il 1960, inseriti nell'album Due note l'anno dopo, tranne Il cielo in una stanza che si trova nell'album omonimo.
Queste tracce sono presenti anche nell'antologia del 2010, che raccoglie i pezzi pubblicati su singolo dagli inizi al 1964, Il cielo in una stanza e Piano nel primo volume, gli altri nel secondo.
Mina è accompagnata dal maestro Tony De Vita con la sua orchestra.

## Tracce
Lato A
1. Il cielo in una stanza – 1:59 (Gino Paoli; edizioni musicali Fama)
2. Confidenziale – 2:42 (testo: Vito Pallavicini – musica: Pino Massara; edizioni musicali Ariston)

Lato B
1. Piano – 3:03 (testo: Giorgio Calabrese – musica: Tony De Vita; edizioni musicali Curci)
2. Non voglio cioccolata (Percolator) – 1:50 (testo: Mario Panzeri – musica: Jack Morrow; edizioni musicali Peter Maurice)